# (500589) 2012 UX99
(500589) 2012 UX99 es un asteroide perteneciente al cinturón de asteroides descubierto el 7 de octubre de 2012 por el equipo del Spacewatch desde el Observatorio Nacional de Kitt Peak, Arizona, Estados Unidos.

## Designación y nombre
Designado provisionalmente como 2012 UX99.

## Características orbitales
2012 UX99 está situado a una distancia media del Sol de 2,929 ua, pudiendo alejarse hasta 3,248 ua y acercarse hasta 2,611 ua. Su excentricidad es 0,108 y la inclinación orbital 10,98 grados. Emplea 1831,81 días en completar una órbita alrededor del Sol.

## Características físicas
La magnitud absoluta de 2012 UX99 es 16,7. 